# 成康之治
成康之治（約公元前1043年－約公元前996年）是指中國西周初周成王、周康王的治世。在這段時間，刑具四十年不須使用。
其中在周成王在位初年，因成王年幼，主要是周公攝政，平定了三監之亂並實行封建制度，將周朝的統治擴及東方商朝人的統治舊地。周公攝政七年後，還政於成王（满20岁加冠）。成王遵從周公之教誨及政策，加上召公奭的輔助，天下太平，社會安定。後來繼位的康王，繼續推行成王的政策外，更討伐邊境為患的外族。因此成康時期，社會繁榮，經濟發達，是中國歷史其中一個盛世，出現了中國第一個黃金時代。

## 外部連結
- 中華萬年網 （页面存档备份，存于）